# Baltoro-bræen
Baltoro-breen er en af verdens største bræer udenfor polarområderne. Den er 57 kilometer lang og strækker sig gennem dele af bjergkæden Karakoram i det nordlige Pakistan.
Baltoro-bræen er kilde til Shigar-floden, som løber ud  i Indus. Flere større bræer flyder ind i Baltoro-bræen som Godwin Austen-bræen fra K2, Abruzzi-bræen og flere bræer fra området omkring Gasherbrum-massivet, samt Vigne-bræen, Yermanendu-bræen (fra Masherbrum), Dunge-bræen og Trango-bræen. Området hvor ,Godwin Austen-bræen og Baltoro-bræen mødes, er kendt som Concordia, et kendt mål for vandrere i området.